# Santăul Mic, Bihor
Santăul Mic (maghiară Kisszántó) este un sat în comuna Borș din județul Bihor, Crișana, România.

## Atracții turistice
- Păduricea de la Santău (sit de importanță comunitară inclus în rețeaua europeană Natura 2000 în România).

 Acest articol despre o localitate din județul Bihor este deocamdată un ciot. Puteți ajuta Wikipedia prin completarea lui.